# RUS-2
Die RUS-2 (Redoute/Pegmatit) (russisch РУС-2, Abkürzung für радиоуловитель самолётов, „Flugzeugradar“) war die erste sowjetische Impulsfunkmessstation und wurde Ende 1940 in die Ausrüstung der Roten Armee übernommen. Der Vorgänger war das RUS-1-Radargerät.

## Geschichte
Die ersten Erprobungen fanden Anfang 1935 statt. Die RUS-2 erlaubte es, in einem Umkreis von 120 km Flughöhe, Entfernung, Kurs und ungefähre Anzahl von Flugzeugen zu bestimmen. Zum Kriegsbeginn 1941 waren in der Luftverteidigung Moskaus und Leningrads 30 RUS-2 verfügbar.
Die RUS-2c Pegmatit war eine stationäre Version. Die Redoute-K wurde auf Schiffen installiert. Von 1940 bis 1945 wurden 607 RUS-2 in verschiedenen Varianten gebaut.
Nachfolger war die Pegmantit-3.